# اندیس دولومیت (مرمریت و صنعتی) چپد
دولومیت(مرمریت و صنعتی)چپد یک اندیس غیرفلزی است که در حوالی شهر فریدون‌شهر (اصفهان) و در استان چهارمحال و بختیاری قرار دارد و مادهٔ معدنی موجود در آن، دولومیت است.سنگ میزبان این اندیس دولومیت است و دیرینگی آن به دوران ائوسن می‌رسد. 